# Avelãs de Cima
Avelãs de Cima es una freguesia portuguesa del concelho de Anadia, con 40,88 km² de superficie y 2.446 habitantes (2001). Su densidad de población es de 59,8 hab/km².